# Portulaca oleracea
Portulaca oleracea, comummente conhecia como beldroega (nome genérico que partilha com outras espécies do género Portulaca), é um arbusto de folhas suculentas e flores coloridas, pertencente à família das Portulacáceas e ao tipo fisionómico dos terófitos.

## Nomes comuns
Além de «beldroega», esta espécie também é conhecida como  beldroega-pequena, baldroega, beldroega-de-comer e verdoega.

### Etimologia
Quanto ao nome científico desta espécie:
- O nome genérico, Portulaca, provém do latim clássico portŭlāca[7], por alusão à espécie Portulaca oleracea.

- O epíteto específico, oleracea, também provém do latim, neste caso do étimo ŏlĕrācĕus, que signifca «semelhante a erva; vegetal».[8]

Do que toca ao nome comum «beldroega», o substantivo «beldroega» resulta de uma deturpação moçárabe do étimo latino portŭlāca, para berdiláqaš (berdilacas), a qual assumiu duas variantes regionais: «berdoleca», que foi a que entrou no português arcaico e daí se converteu em «beldroega»; e «berdolaca», variante que, por associação à palavra «verde» se converteu em «verdolaca» e daí se transformou na actual versão espanhola da palavra, «verdolaga».
O nome comum «verdoega» resulta de deturpação de «beldroega», por igual associação a «verde»  e/ou por possível influência do castelhano «verdolaga».

## Distribuição
Trata-se de uma espécie subcosmopolita, marcando ampla presença nos continentes europeu e asiático, encontrando-se naturalizada na América do Norte.

### Portugal
Trata-se de uma espécie autóctone de Portugal Continental, marcando presença em todas as zonas do Noroeste, nas Terras Fria e Quente Transmontanas, no Centro Norte, em todas as zonas do Centro Leste e do Centro Sul, sendo que no Centro Oeste só se encontra no calcário e no arenoso, está ainda nas zonas do Sudeste e Sudoeste sententrional e ainda no arquipélago das Berlengas. Marca presença no arquipélago dos Açores, onde é uma espécie introduzida que se naturalizou e assilvestrou.
Em Portugal, pode encontrar-se em espaços entre os 10 e os 840 metros de altitude acima do nível do mar.

### Ecologia
Trata-se de uma espécie subcosmopolita, amplamente cultiva em grande parte do mundo. Em todo o caso, quando não é cultivada por surgir como subespontânea courelas agricultadas e hortas ou comportar-se como uma espécie ruderal e despontar nas orlas de caminhos, em charnecas, nas fendas da calçada em solo de terra relvolvida, ou pode ainda comportar-se como uma espécie arvense e medrar nas imediações de pinhais.
Costuma privilegia solos tendencialmente argilosos e secos.

## Descrição
Trata-se de uma planta prostrada ou decumbente, glabra, de textura suculento-carnuda e coloração que pode alternar entre o verde e o avermelhado. A beldroega é muito ramificada.
As folhas são sésseis, de formato ovado-oblongo, as inferiores têm um posicionamento oposto entre si, ao passo que as superiores soem de ser alternas no seu posicionamento.  Os pecíolos podem medir até 4 milímetros.
As flores tanto podem ser solitárias, como apresentar-se em grupos de 2 ou 3.
As sépalas são desiguais e aquiladas na parte superior. As pétalas têm feitio obovado e são ligeramente soldadas à base, apresentando uma coloração amarelada. A corola é pouco maior do que o cálice.

## Taxonomia
Portulaca oleracea foi descrita por Carlos Linneo e publicada na obra Species Plantarum em 1753.

### Sinonímia
| - Portulaca consanguinea Schltdl. - Portulaca intermedia Link ex Schltdl. - Portulaca marginata Kunth - Portulaca mundula I.M.Johnst. - Portulaca neglecta Mack. & Bush - Portulaca pusilla Kunth - Portulaca retusa Engelm. - Portulaca consanguinea Schltdl. - Portulaca fosbergii Poelln. - Portulaca hortensis Rupr. - Portulaca latifolia Hornem. - Portulaca officinarum Crantz - Portulaca olitoria Pall. - Portulaca parvifolia Haw. - Portulaca sativa Haw. - Portulaca suffruticosa Thwaites - Portulaca sylvestris Montandon |

### Subespécies
- Portulaca oleracea subsp. oleracea
- Portulaca olearacea subsp. granulatostellulata

## História
Originariamente espontânea da Grécia à China, a beldroega é hoje uma erva infestante, especialmente a subespécie granulatostellulata, propagada em grande parte do Mundo.

## Beldroega no Brasil
A Beldroega é uma espécie nativa no Brasil, todavia não é considerada endêmica. Tem distribuição geográfica em todos os estados do país, inclusive no Distrito Federal. Num âmbito global, destaca-se que é extremamente difundida na Europa, sendo que boa parte do seu consumo acontece por lá. 
No que se refere à distribuição no Brasil, esta ocorre comumente nos seguintes biomas: Amazônia, Caatinga, Cerrado e Mata Atlântica. É considerada uma planta anual que se reproduz exclusivamente por meio de sementes, não havendo enraizamento a partir dos ramos em contato com o solo.
A grande variabilidade existente na beldroega demonstra a viabilidade e a oportunidade de realizar um trabalho de melhoramento genético dessa espécie, seja de forma sistematizada, por uma instituição de pesquisa e desenvolvimento, seja de forma empírica, por agricultores ou organizações de agricultores em nível local. 
Acredita-se que com um esforço relativamente pequeno de seleção será fácil selecionar plantas com características agronômicas desejadas, elevado vigor, folhas mais graúdas e alta produtividade, o que pode facilitar sua comercialização.

## Usos

### Culinária

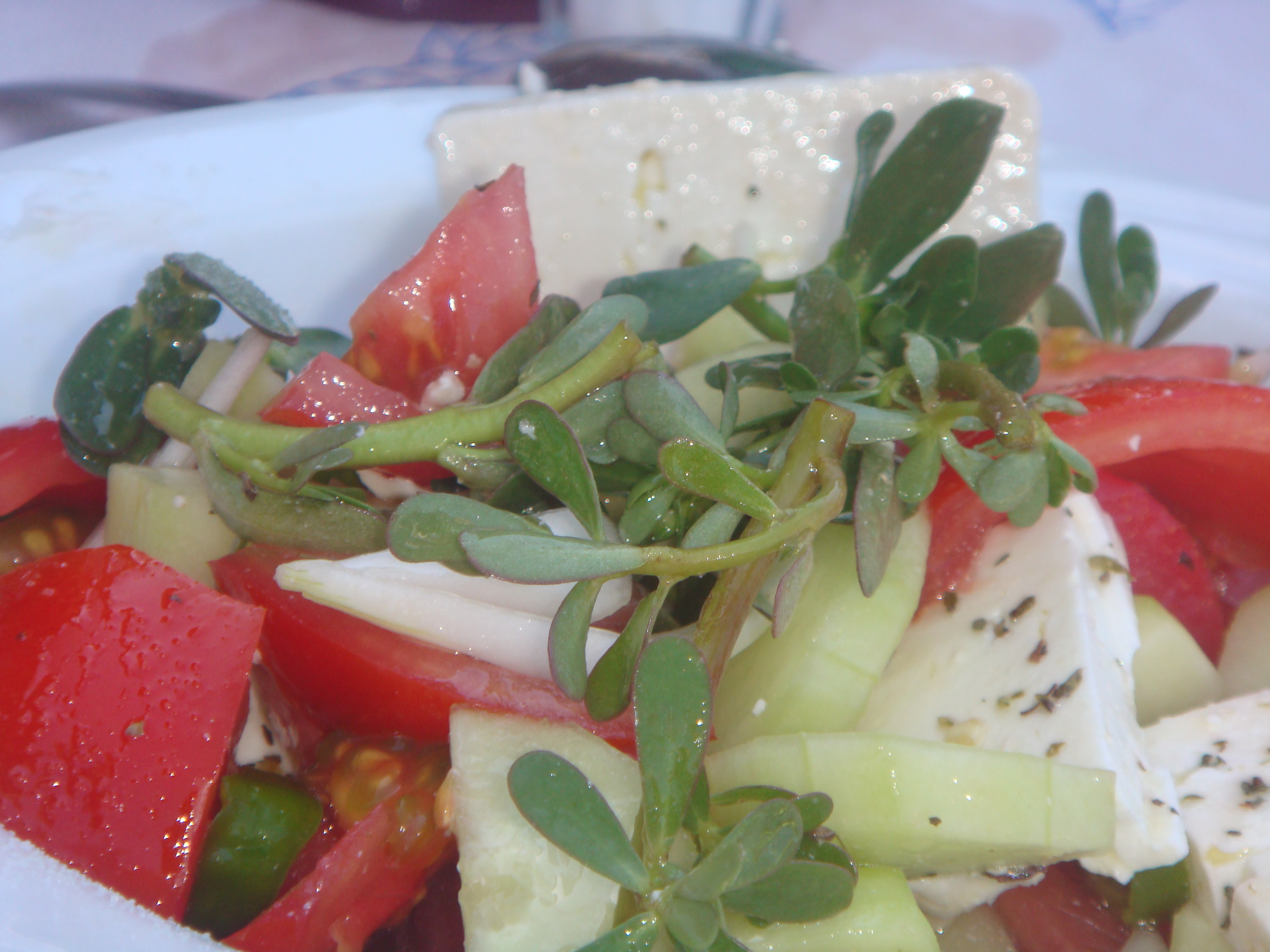
Salada grega

Desde a antiguidade que a Portulaca oleracea tem sido usada na alimentação humana em saladas ou cozida, especialmente tendo em conta que todas as partes da planta são comestíveis. As folhas grossas e suculentas podem ser preparadas em conservas.
No Egito e Sudão é cultivada comercialmente para o consumo.
A Portulaca oleracea é um dos ingredientes da sopa francesa soupe bonne femme, sendo por igual usad na confecção de saladas.
No Oriente, em geral é consumida cozida. No Oriente Médio aparece na receita da fatuche. 

#### Culinária portuguesa
A beldroega assume particular relevo na culinária portuguesa, particularmente a alentejana. Com efeito, as beldroegas, enquanto produto de recoleção, medram espontaneamente nas hortas, pelo que, historicamente, constituíram um recurso alimentício inestimável, para as famílias mais carenciadas. 
Subsequentemente, foi nesse contexto que tiveram origem receitas históricas e típicas do Sul do país, como a sopa de beldroegas,  a sopa montanheira, a açorda de beldroegas.

### Medicinais e farmacológicos
Popularmente constitui como medicamento contra afecções do fígado, da bexiga e dos rins, além de combater o escorbuto. Quando cozido é diurético e aumenta a secreção de leite materno, o suco da planta é usada para afecções dos olhos e as sementes contra parasitas intestinais.   É antioxidante por ser uma fonte de vitamina C, anti-inflamatória, antifúngica e analgésica. Folhas suculentas da beldroega têm mais ácidos graxos ômega-3 do que em alguns dos óleos de peixe. 
Pode ser uma ótima fonte de vitamina C e Ferro e de acordo com suas folhas suculentas podem ser fontes de ômega-3. Além do uso alimentício, a espécie possui propriedades medicinais. Estudos demonstraram que as folhas de P. oleracea contém, entre outros compostos, ácido linolênico, β-caroteno e alcalóides.
Estudos farmacológicos demonstraram que a espécie apresenta potencial uso como antioxidante, e que pode ser utilizada no combate a infecções nos mais diversos órgãos do corpo humano, como por exemplo rins, fígado, olhos e bexiga, e no controle de diabetes Mellitus. Inclusive, pode ter efeito diurético quando cozido. 
Um estudo de 2007 comprovou a atividade hepatoprotetiva do extrato de Portulaca oleracea contra a Rifampicina, uma droga antituberculose que é nociva ao fígado, os níveis AST e ALT aumentados pela droga foram reduzidos significativamente pelo extrato após 48 horas.
Portulaca oleracea constitui um ingrediente efetivo para tratamento contra o Líquen plano oral.
Em um estudo de 2012, a Portulaca oleracea remove eficientemente o bisfenol A, um disruptor endócrino, a partir de uma solução hidropônica, porém, ainda não se sabe como isso acontece.
Seus constituintes ativos incluem: noradrenalina, sais de cálcio, dopamina, ácido málico, ácido cítrico, ácido glutâmico, ácido aspárgico, ácido nicotínico, alanina, glucose, fructose e sucrose.

## Galeria

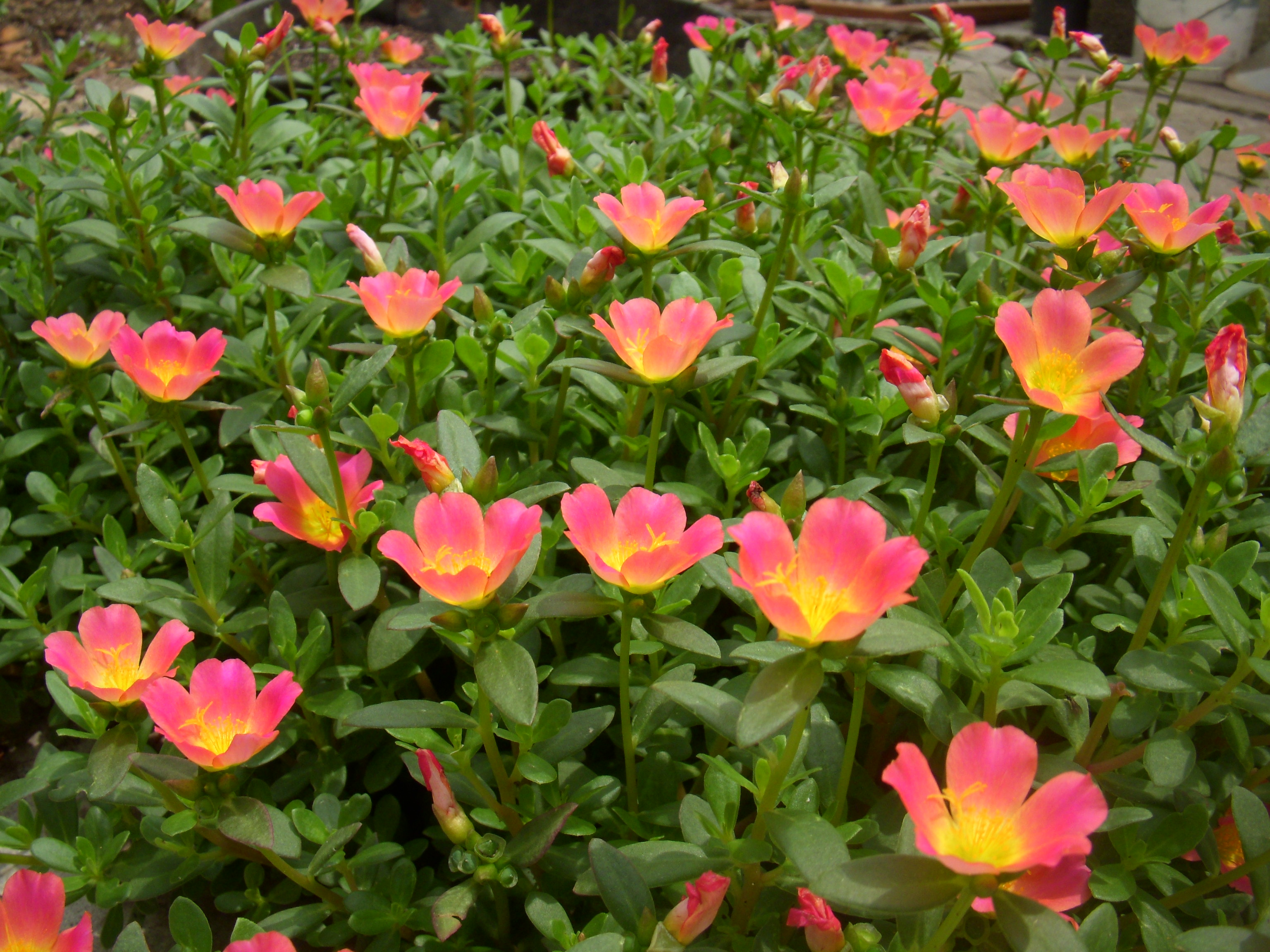
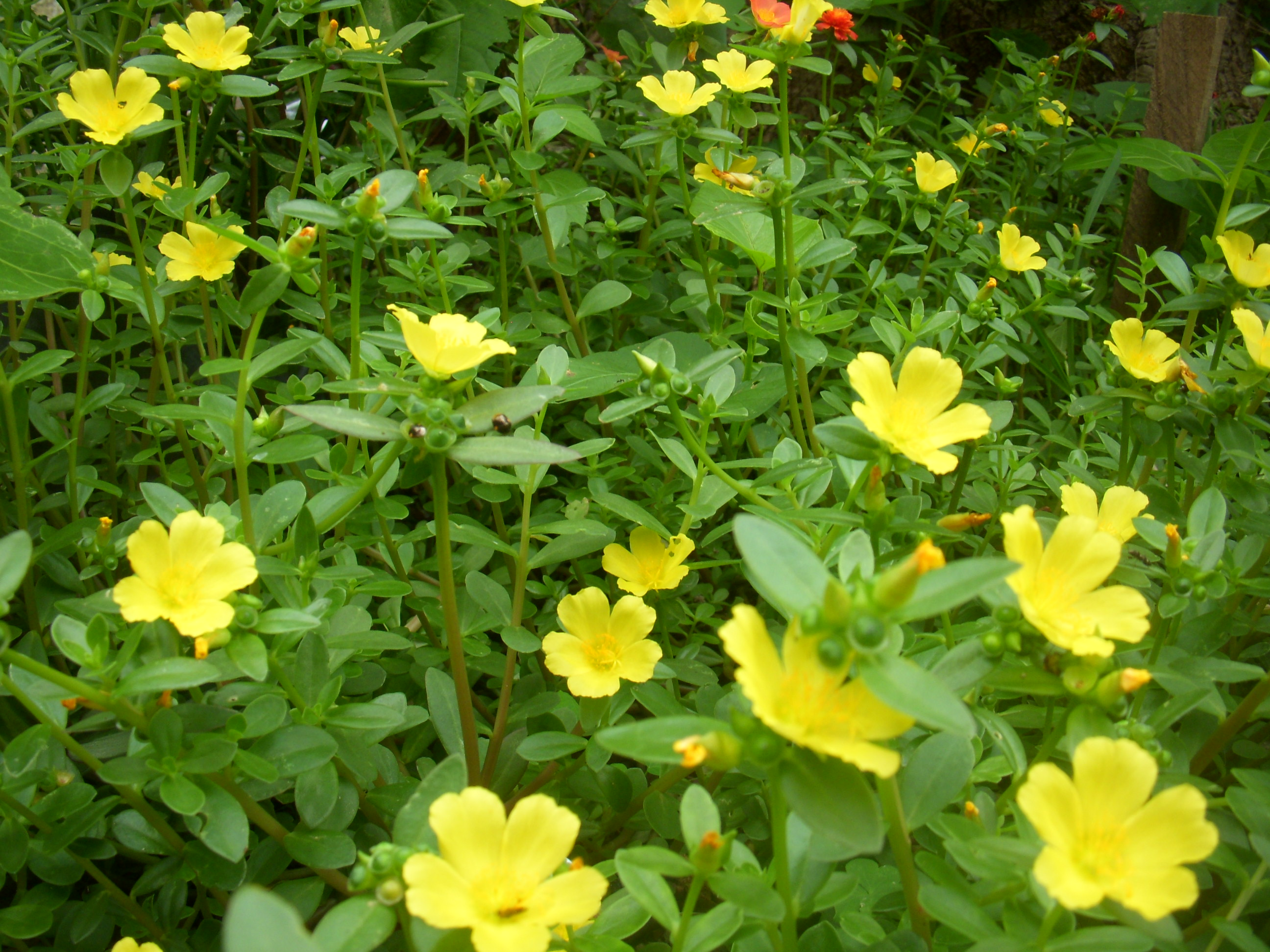
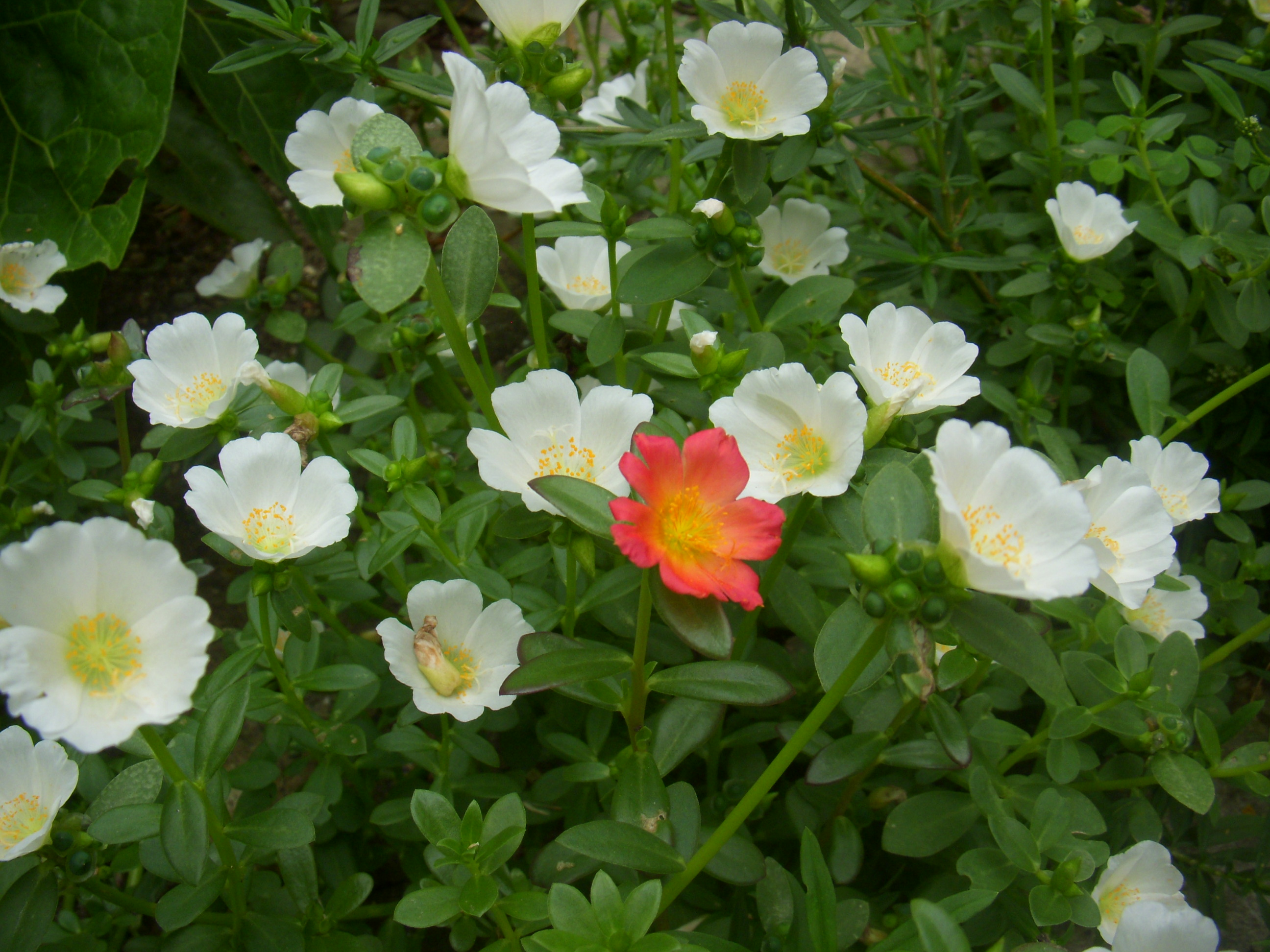